# Kiwebaby
Kiwebaby（2003年7月16日—），又名張朵、水原稀子、本名張承喜，舊名張喬翔，是台灣的跨性別女性藝人。參加《大學生了沒》擔任固定班底而知名。

## 經歷
Kiwebaby出身單親家庭，與母親同住，從小缺乏父愛，而母親非常支持她的自我認同。17歲時曾因壓力過大而跳樓，住院將近一個月，並開始以女裝示人。大學就讀中興大學外語系，參加談話節目《大學生了沒》擔任固定班底並因此走紅，她也和在該節目認識的好友麥基在台灣各地市集擺攤。，她也希望能從事編劇工作，以電影談論跨性別議題，並透過電影讓更多台灣人認識LGBTQ族群。
2014年，短片製作／《他們的少女夢》為目前台灣少數以第三性為主之紀錄片，透過探討邊緣議題帶出早已存在許久的性別議題，透過女性導演與男性攝影師的組合，呈現出一種性別多元的一個創作環境。鼓勵大家思考男女性別之下還有什麼可能性，透過看見，讓大家學會對這些族群的包容與理解，而不再只是用有色眼光看待。入圍 2014年，入圍台灣國際女性影展「光榮時刻：台灣競賽獎」
同年，《大學生了沒》班底Kiwebaby推出單曲首波MV《娘娘槍》，吐偽娘無奈，娘娘槍MV，1天2萬人搶看探討多元性別的社會現況，歌詞唱到：「我有一把娘娘槍，娘娘腔，娘娘槍」，要大家拿起娘娘槍勇敢做自己，對抗流言蜚語。Kiwebaby表示，「歌詞有講中我的心聲，被批評說不難過是騙人的，但希望這首歌可以鼓勵更多人，讓大家開心。」
2015年，Kiwebaby進行隆乳手術，但她不希望犧牲健康來進行性別重置手術。，她表示對自己而言，性別是流動的，她也不介意身分證上的性別註記，並認為變性不是找到真愛的唯一管道。
2017年，主演《自畫像》（英語：The Last Painting），是一部於2017年上映的社會寫實電影。由林哲熹、張寗、林微弋、張喬翔、鄭人碩、呂名堯、岡本孝領銜主演，台灣於2017年9月22日上映。本片獲得第10屆西班牙南方影展最佳影片大獎。入選第46屆鹿特丹國際影展「大銀幕獎」（Big Screen Award）。
2019年，出版日記《沒計劃我會愛上你》獻給17歲的小雞，獻給所有被傷透還是要愛的人類。
2020年，Kiwebaby參與電影《男兒王》的演出，飾演變裝皇后「珍珠」，為了詮釋片中的歌舞情節苦練舞蹈，並在2021年金馬奇幻影展演唱電影中的改編歌曲。然而儘管從事演藝事業多年，但Kiwebaby的主要收入來源來自網路拍賣事業，Kiwebaby自認和自己身為跨性別者導致角色受限有關。
2022年，主演短片《菁仔五十 Betel Nut Fifty》入圍初選2022年放視大賞。本片深入探討跨性別者於台灣社會工作不易與困難，解剖第三性的社會處境、異樣眼光與矛盾內心的衝擊。

## 外部連結
- Kiwebaby的Facebook專頁
- Kiwebaby的Instagram帳戶
- Kiwebaby的新浪微博